# Serralada Brahui
La serralada Brahiui (Brahui Range) és una cadena muntanyosa del Balutxistan, al Pakistan, ocupant la part nord del districte de Jhalawan i tot el Sarawan. Inclou les muntanyes entre el riu Mula al sud i el Pishin Lora i Zhob al nord. L'arc que formen mesura 350 km i l'amplada és de 110 km. Els cims principals són el Khalifat (3.545 metres) a la vall de Shahrig, Zarghun (3.639 metres) prop de Quetta, Takatu (3.526), Koh-i-maran (3.326) i les muntanyes Harboi amb el poc de Kakku (3.047 metres)